# Cresta nefrogena
La cresta nefrogena è la struttura di base dalla quale derivano i reni nei vertebrati. Si forma a partire da materiale mesodermico.

## Embriologia
A livello dell'embrione, la cresta nefrogena deriva dal mesoderma. Tale foglietto porta alla formazione di una struttura collocata fra le piastre intermedie (ipomero) e i somiti (epimero), che corrisponde appunto alla cresta.
Il processo di segmentazione dei somiti si "estende" internamente alla cresta nefrogena, permettendo la formazione dei Nefrotomi, dai quali deriveranno i nefroni, le unità di base del rene, predisposte alla produzione di urina.